# Marockos regioner
Marocko är sedan 2015 indelat i 12 regioner, inräknat Marockos anspråk på Västsahara. Mellan 1997 och 2015 var landet indelat i 16 regioner.
Av de 12 regionerna ligger 9 (tidigare 13) helt inom Marockos internationellt erkända gränser, medan Guelmim-Oued Noun och El-Aaiún-al-Saqiyya al-Hamra (tidigare Guelmim-Smara och El-Aaiún-Bujur-al-Saqiyya al-Hamra) har delar både i Marocko och Västsahara. al-Dakhla-Wadi al-Dhahab (som tidigare hette Wadi al-Dhahab-al-Kawira) ligger helt inom Västsaharas område.
Regionerna är i sin tur indelade i prefekturer och provinser.

## Regioner sedan 2015
- Béni Mellal-Khénifra
- Casablanca-Settat
- al-Dakhla-Wadi al-Dhahab
- Drâa-Tafilalet
- El-Aaiún-al-Saqiyya al-Hamra
- Fès-Meknès
- Guelmim-Oued Noun
- Marrakech-Safi
- Oriental
- Rabat-Salé-Kénitra
- Souss-Massa
- Tanger-Tétouan-Al Hoceïma

## Regioner 1997–2015
| Kart-nr. | Region                              | Huvudstad[källa behövs] |  |
| -------- | ----------------------------------- | ----------------------- |  |
| 1        | Chaouia-Ouardigha                   | Settat                  |  |
| 2        | Doukkala-Abda                       | Safi                    |  |
| 3        | Fès-Boulemane                       | Fès                     |  |
| 4        | Gharb-Chrarda-Béni Hssen            | Kénitra                 |  |
| 5        | Grand Casablanca                    | Casablanca              |  |
| 6        | Guelmim-Smara*                      | Guelmim                 |  |
| 7        | El-Aaiún-Bujur-al-Saqiyya al-Hamra* | El-Aaiún                |  |
| 8        | Marrakech-Tensift-Al Haouz          | Marrakech               |  |
| 9        | Meknès-Tafilalet                    | Meknès                  |  |
| 10       | Oriental                            | Oujda                   |  |
| 11       | Wadi al-Dhahab-al-Kawira*           | al-Dakhla               |  |
| 12       | Rabat-Salé-Zemmour-Zaēr             | Rabat                   |  |
| 13       | Souss-Massa-Drâa                    | Agadir                  |  |
| 14       | Tadla-Azilal                        | Béni Mellal             |  |
| 15       | Tanger-Tétouan                      | Tanger                  |  |
| 16       | Taza-Al Hoceïma-Taounate            | Al Hoceïma              |  |

*Regionerna 6, 7 låg delvis i Västsahara medan region 11 låg helt i Västsahara.